# بطرس أبو منة
بطرس أبو منّة (الرملة، يوليو 1932 - حيفا، 25 ديسمبر 2018) هو مؤرخ ومحاضر فلسطيني من طليعة مؤرخي الفترة العثمانية المتأخرة في فلسطين، شغل منصب رئيس قسم تاريخ الشرق الأوسط في جامعة حيفا حتى عام 2000، تجاوز نتاجه الثلاثين مؤلفًا تاريخيًا، ونشرت كتبه باللغات العربية والعبرية والانجليزية والتركية والألمانية.
تخصّص أبو منّة بالتاريخ العثماني عامة، وتاريخ القدس وقياداتها في القرنين الثامن عشر والتاسع عشر خاصة، علاوة على نشره العديد من الدراسات المتعلقة بالطرق الصوفية العثمانية وأثرها في بلورة الحكم والمجتمع العثمانيين في القرنين الثامن عشر والتاسع عشر.
قامت مؤسسة الدراسات الفلسطينية في بيروت العام 2011 بتكريمه من خلال نشر كتاب "مقالات تاريخية"، من اعداد وتحرير جوني منصور ومصطفى العباسي وعبد الله قبطي، واحتوى على ثلاثة عشر مقالًا بأقلام مؤرخين باحثين من أصدقائه وتلاميذه.

## حياته
توفي والده الذي عمل موظفاً في البريد ولمّا يتجاوز عمر بطرس ستة أعوام، فاضطرت الوالدة إلى الانتقال مع أطفالها بطرس وأخوين أصغر منه إلى مدينة اللد للالتحاق بعائلتها المعروفة بعائلة المنيّر، حيث أنهى دراسته الابتدائية، وبعدها درس في الكلية العربية في القدس، ثم في الثانوية العامرية في يافا.
بعد احتلال اللد، تجمّعت عائلة أبو منّة ـ الأم وبطرس وأخواه ـ في معسكر موقت أقامه الجيش الإسرائيلي تحضيراً لطردهم تجاه رام الله سيراً على الأقدام، لكن عن طريق المصادفة، بقيت العائلة في مدينة اللد، ولمّا يتجاوز عمر بطرس حينها ستة عشر عاماً، حيث احتلت القوات الصهيونية مدينة اللد في 11 يوليو 1948، و اقترفت مذبحة راح ضحيتها أكثر من 250 شخصاً، وجرى طرد عشرات الآلاف من سكان مدينتَي اللد والرملة.
بعد انهاءه الثانوية، عمل لثلاثة أعوام مدرّساً في مدرسة اللد. في سنة 1953 تقدم لامتحان الثانوية العامة، ولتفوقه حصل على منحة دراسية في الجامعة العبرية في القدس الغربية، حيث درس تاريخ الشرق الأوسط والتاريخ العام. كذلك حصل بعد إنهائه دراسة الماجستير في تاريخ الشرق الأوسط، على منحة دراسية من جامعة أكسفورد لدرجة الدكتوراه التي أشرف على مناقشة أطروحتها الأستاذ ألبرت حوراني. ومع إنهاء دراسته في جامعة أكسفورد وعودته إلى الوطن في سنة 1971، باشر بطرس أبو منّة التدريس في قسم تاريخ الشرق الأوسط في جامعة حيفا، وترأس لاحقاً القسم، واستمر في عمله حتى تقاعد في سنة 2000.
في العام 2001 صدر له باللغة الإنجليزية كتاب دراسات في الإسلام والامبراطورية العثمانية في القرن التاسع عشر، عن دار ايزيس للنشر في اسطنبول.
توفي في مدينة حيفا والتي عاش بها اغلبية حياته في 25 ديسمبر 2018.

## وصلات خارجية
- شهادته على النكبة (موقع موسسة زوخروت)